# Pierre Guiral
Pour les articles homonymes, voir Guiral.
Pierre Guiral, né le 3 juillet 1909 à Marseille (Bouches-du-Rhône) et mort le 1er janvier 1996 dans la même ville, est un historien français, spécialiste du XIXe siècle ou histoire contemporaine.

## Biographie
Pierre Guiral est issu d'une ancienne famille marseillaise de savonniers par sa mère et de commerçants de gomme par son père, il fait ses études au lycée Périer puis au lycée Thiers avant d'intégrer la classe préparatoire khâgne du lycée Henri-IV où il est fortement influencé par le philosophe Alain. Il poursuit ses études à Paris et est reçu en 1931 l'agrégation d'histoire.
Par la suite il enseigne à Pau, en Avignon puis au lycée Saint-Charles de Marseille à partir de 1931, où il se lie d'amitié avec Georges Pompidou et Jean-Paul de Dadelsen.
Durant la période de bombardement de la Seconde Guerre mondiale, il prend en charge la classe préparatoire khâgne du lycée Thiers de Marseille, puis en 1947 devient assistant à la faculté de lettres de l'Université d'Aix-Marseille.
Fasciné par des personnages tels qu'Adolphe Thiers, Georges Clemenceau (Clemenceau en son temps, 1994), Napoléon III et Lucien-Anatole Prévost-Paradol — sujet de sa thèse —, et des sujets pour lesquels il se concentre surtout sur le XIXe siècle en France à travers la Presse (Histoire générale de la presse française, t. 1 en 1969 et t. 3 en 1972), les domestiques (La vie quotidienne des domestiques en France au XIXe siècle, 1978), les députés (La vie quotidienne des députés en France de 1871 à 1914, 1980) et les professeurs (La vie quotidienne des professeurs de 1870 à 1940, 1982).
En 1947, il devient maître de conférences puis professeur (1955) à la faculté d'Aix-en-Provence.
Il eût Philippe Séguin comme étudiant : cet élève finit préfacer son "Clemenceau en son temps".
En 1970, il préside une commission de recherches dans le cadre du Centre Charles Maurras.
De confession catholique, il ne cesse d'entretenir des rapports privilégiés avec les autres communautés religieuses, protestants, israélites et orthodoxes.
Pierre Guiral contribue en grande partie sur l'histoire de la Provence (La Provence de 1900 à nos jours) et en particulier sur Marseille (Les Marseillais dans l'Histoire) et de ses liens avec la Méditerranée (Marseille et l'Algérie).

### Hommages et distinctions
- 1977 : Prix Marie-Eugène Simon-Henri-Martin de l'Académie française[9], avec Jacques Godechot, Claude Bellanger et Fernand Terrou.
- 1979 et 1981 : Prix Broquette-Gonin (littérature) de l'Académie française[9].
- 1983 : Prix Mottart de l'Académie française[9], avec Guy Thuillier.
- Une rue, dans le 3e arrondissement de Marseille, porte son nom[10],[11].

## Publications
- Prévost-Paradol, 1955.
- Marseille et l'Algérie, 1956.
- Joseph Billioud, Hommage à Joseph Billioud[12] par Pierre Guiral, 1963.
- La Vie quotidienne en France à l'âge d'or du capitalisme (1852-1879), 1976.
- La Provence de 1900 à nos jours, 1978.
- La vie quotidienne des Députés en France de 1871 à 1914, Hachette Littérature, 1980.
- La vie quotidienne des Professeurs en France de 1870 à 1940, Hachette Littérature, 1982.
- Histoire de Marseille, 1983.
- Adolphe Thiers, ou, De la nécessite en politique, Fayard, 1986.
- Hommes, Idées Journaux, Publications de la Sorbonne, 1988.
- Les Marseillais dans l'Histoire, 1988.
- Cassis, Hier et aujourd'hui, 1992.
- Clemenceau en son temps, Grasset, 1994.

## Articles
- « Daniel Halévy et Maurras », Études maurrassiennes, Aix-en-Provence, vol. 4,‎ 1980, p. 91-102.